# Mirošov (Jihlava)
Mirošov é uma comuna checa localizada na região de Vysočina, distrito de Jihlava.